# Каквото дойде
„Каквото дойде“ (на английски: Whatever Works) е комедия написана и режисирана от Уди Алън, която излиза на екран през 2009 година.

## Сюжет
Ексцентричният жител на Ню Йорк, Борис Eлников намира до къщата си наивно, но глупаво момиче на име Мелъди, която идва да от провинцията за да завладее Ню Йорк. Тя го моли да прекара нощта в дома му. Но с течение на времето тя осъзнава, че е влюбена в Борис, техните странни отношения продължават и водят до сватба...

## В ролите
| Актьор           | Роля                     |
| ---------------- | ------------------------ |
| Лари Дейвид      | Борис Елников            |
| Евън Рейчъл Уд   | Мелъди                   |
| Ед Бегли младши  | Джон, баща на Мелъди     |
| Патриша Кларксън | Мариета, майка на Мелъди |
| Конлет Хил       | Лео Брокман              |
| Майкъл Маккийн   | Джо, приятел на Борис    |
| Хенри Кавил      | Ранди Джеймс             |
| Джесика Хеч      | Хелена                   |
| Олек Крупа       | Моргенщерн               |
| Каролин Макормик | Джесика                  |